# Friday Night at St. Andrews
Albums de Bizarre
Blue Cheese & Coney Island
(2007)
Singles
1. Believer
Sortie : 10 mars 2010
2. Rap's Finest
Sortie : 6 avril 2010

Friday Night at St. Andrews (initialement intitulé Live from St. Andrews) est le troisième album studio de Bizarre, sorti le 18 mai 2010.

## Liste des titres
| No  | Titre                                                               | Durée |
| --- | ------------------------------------------------------------------- | ----- |
| 1.  | Friday Night at St. Andrews (Intro)                                 | 2:33  |
| 2.  | Here We Go (Off da Chain)                                           | 4:06  |
| 3.  | Fat Father (Skit)                                                   | 1:28  |
| 4.  | Some Days (featuring Lil Will)                                      | 4:23  |
| 5.  | Pussy (featuring Fiona Simone et K.B.)                              | 5:38  |
| 6.  | Rap's Finest (featuring Kuniva, Seven the General et Royce da 5'9") | 4:41  |
| 7.  | School Teacher (featuring Riodata et Kid Jinx)                      | 3:31  |
| 8.  | Smoking Crack                                                       | 3:52  |
| 9.  | Down This Road (featuring Yelawolf)                                 | 3:39  |
| 10. | Believer (featuring Tech N9ne et Nate Walka)                        | 4:18  |
| 11. | Whatcha Smokin' On (featuring King Gordy)                           | 4:39  |
| 12. | Wild Like Us (featuring King Gordy)                                 | 4:31  |
| 13. | I Love the Babies                                                   | 4:06  |
| 14. | The Fan (Skit)                                                      | 1:00  |
| 15. | Rock It Out (featuring King Gordy)                                  | 3:36  |
| 16. | Warning (featuring Bone Crusher et Anamul House)                    | 4:09  |
| 17. | Emotions (featuring Monica Blaire)                                  | 4:02  |
| 18. | Can't Get Enough (featuring MJ Robinson)                            | 3:47  |
| 19. | You Gotta Believe It (featuring Monica Blaire)                      | 4:16  |